# Gareth (nome)
Gareth  è un nome proprio di persona inglese e gallese maschile.

## Origine e diffusione

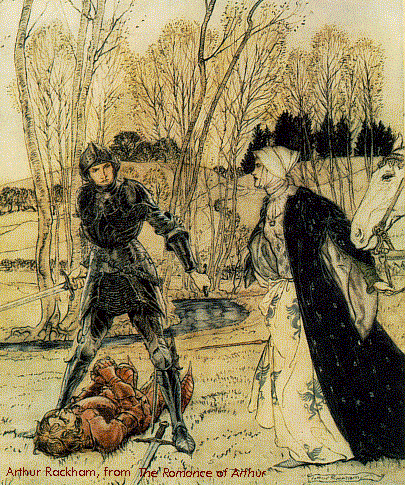
Sir Gareth che combatte il Cavaliere Rosso per liberare la principessa di Lyonesse, in un'illustrazione di Arthur Rackham

È un nome di matrice letteraria, che appare nell'opera quattrocentesca di Thomas Malory La morte di Artù, dove è portato da uno dei cavalieri della Tavola Rotonda, sir Gareth, fratello di sir Gawain; la fama del personaggio è però dovuta perlopiù agli Idilli del re di Alfred Tennyson.
Malory lo coniò badandosi sul nome Gahariet, portato da un personaggio arturiano analogo descritto in fonti francesi, e che appare anche in altre forme, fra le quali Gahareth, Gaharet, Gariet, Charheries e Carahés (quest'ultima la più precoce, usata nel Parsifal di Chrétien de Troyes e molto simile al nome di Gaheris). Nel complesso, l'origine ultima del nome è incerta, e sono state formulate diverse ipotesi: ad esempio, potrebbe derivare dal gallese antico gwrhyt, "valore", da cui derivano il nome di Gwriad (figura dell'Y Gododdin) e l'epiteto di Gweir Gwrhyt Ennwir (presente del Mabinogion), entrambi personaggi a cui sir Gareth potrebbe essere stato ispirato; alternativamente potrebbe basarsi sul termine gallese gwaredd ("gentilezza"), oppure ancora sul nome gallese Gweorydd, un composto di gweir ("erba", "fieno") e iudd ("signore").
Sebbene il primo uso documentato del nome Gareth risalga al 1593, non fu che molto più tardi che cominciò a diffondersi veramente, raggiungendo una notevole popolarità in Galles; in tempi moderni, viene spesso confuso con il nome Garth, che ha però differente origine. Il nome Gary viene talvolta usato come suo diminutivo.

## Onomastico
Il nome è adespota; le persone che lo portano possono festeggiare il proprio onomastico il 1º novembre, giorno di Ognissanti.

## Persone
- Gareth Bale, calciatore gallese

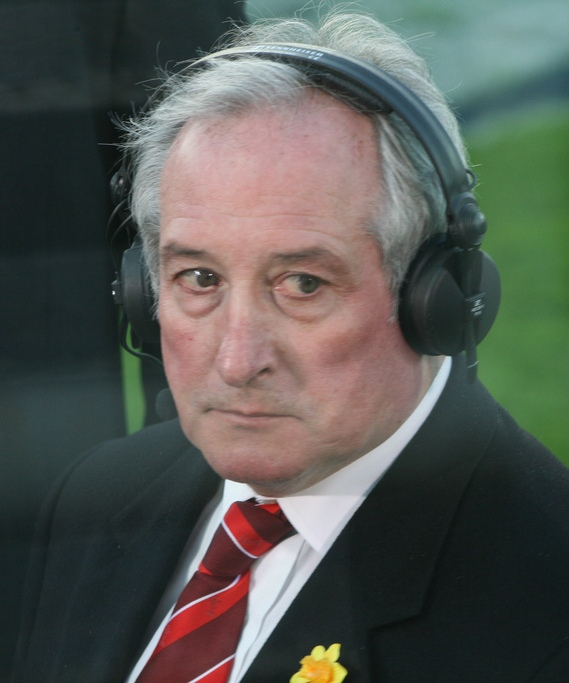
Gareth Edwards

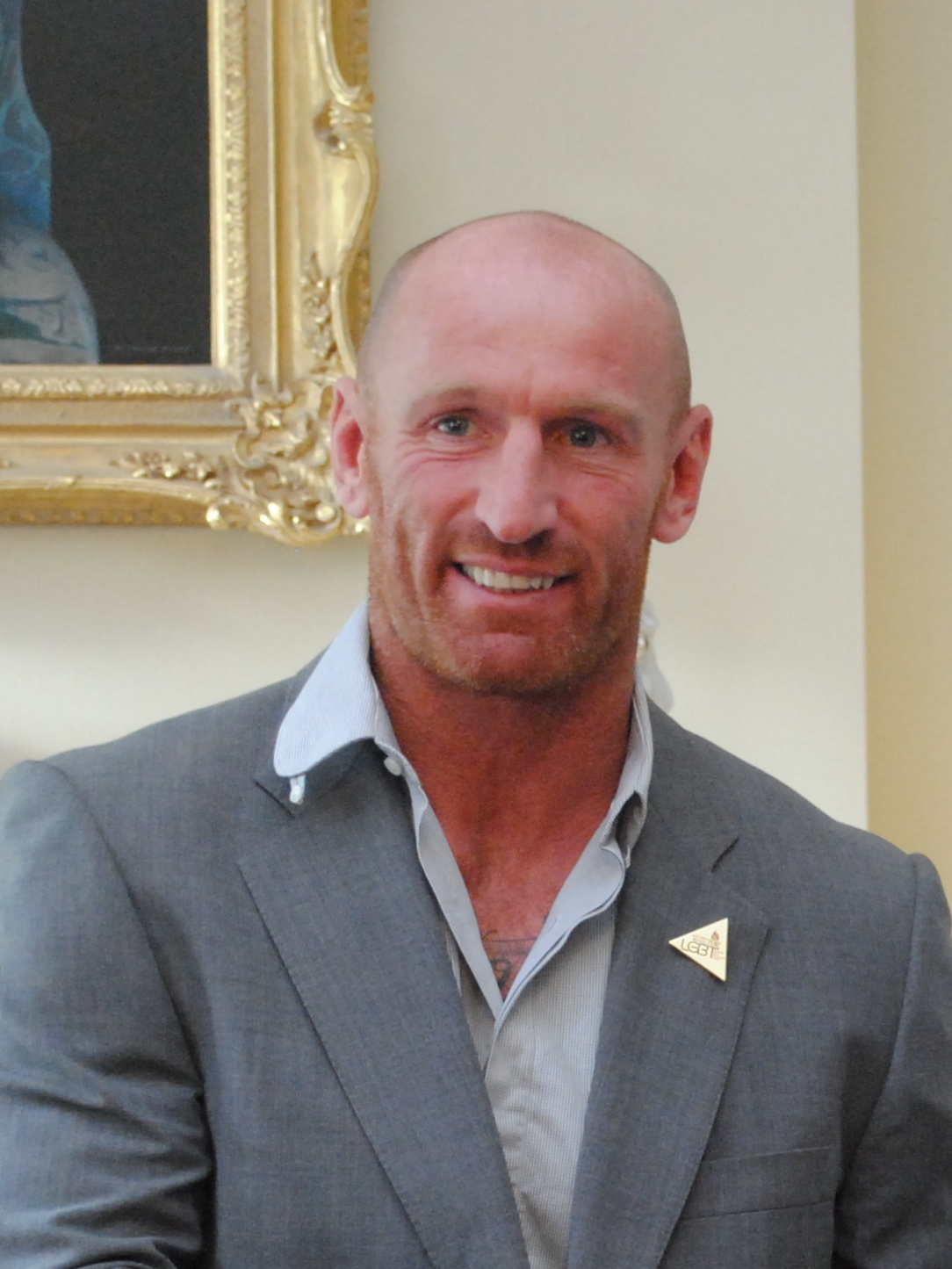
Gareth Thomas

- Gareth Barry, calciatore britannico
- Gareth Chilcott, rugbista a 15 britannico
- Gareth Cooper, rugbista gallese
- Gareth David-Lloyd, attore gallese
- Gareth Edwards, rugbista britannico
- Gareth Edwards, regista britannico
- Gareth Emery, disc jockey e produttore discografico britannico
- Gareth Evans, filosofo britannico
- Gareth Evans, regista britannico
- Gareth Gates, cantante britannico
- Gareth Hunt, attore britannico
- Gareth Jenkins, rugbista e allenatore di rugby gallese
- Gareth Llewellyn, rugbista gallese
- Gareth McAuley, calciatore britannico
- Gareth Murray, cestista britannico
- Gareth Pugh, stilista britannico
- Gareth Roberts, calciatore gallese
- Gareth Sciberras, calciatore maltese
- Gareth Southgate, calciatore e allenatore di calcio britannico
- Gareth Taylor, calciatore britannico
- Gareth Thomas, rugbista britannico
- Gareth Wyatt, rugbista gallese

## Il nome nelle arti
- Gareth Bryne è un personaggio della serie di romanzi La Ruota del Tempo, scritta da Robert Jordan.